# دارالشفایی
دارالشفایی می‌تواند به افراد زیر اشاره کند:
- جمیله دارالشفایی، فیلمنامه‌نویس و فعال سیاسی ایرانی
- بهمن دارالشفایی، روزنامه‌نگار، مترجم و مستندساز ایرانی